# Complanatio Deesiana
Die Complanatio Deesiana (dt. Complanatio von Deesch, ung. Dési Complanatio) ist eine Übereinkunft des 1638 in Dés (dt. Deesch) zusammengerufenen Landtages von Siebenbürgen, mit der die Lehrinhalte der Unitarischen Kirche in Siebenbürgen normativ festgesetzt und die Bewegung der Sabbatarier formell aus der Unitarischen Kirche ausgeschlossen wurden.

## Hintergründe
Nach dem Tod von Valentin Radecke 1632 beschloss die Synode der Unitarischen Kirche in Siebenbürgen, die Kirchenführung in Zukunft allein an die ungarische Nation zu vergeben, was die deutsche (sächsische) Nation faktisch von der Leitung ausschloss. Hintergrund für diesen Beschluss war die Einsicht in das Erfordernis ungarischer Sprachkenntnisse für die Betreuung der Gemeinden. Auch hatte der deutsch-polnische Theologe Valetin Radecke, der zuvor bis 1632 die Leitung der Kirche innehatte, vermutlich über keine angemessenen ungarischen Sprachkenntnisse verfügt. Von dem Beschluss sah sich aber Matthias Ravius (ung. Mátyás Ráv), Sohn eines Stadtrats aus Klausenburg und Pfarrer der deutschen unitarischen Gemeinde in Klausenburg, zurückgesetzt. Statt Ravius wurde 1632 Pál Csanádi als neuer Leiter gewählt. Nach dem Tod Csanádi folgte 1636 dann Dániel Beke. Ravius hatte sich ebenfalls zur Wahl gestellt und focht nun die Wahl Bekes an. Konkret warf er Beke und der Kirche religiöse Erneuerungen vor, welche mit dem seit 1572 bestehenden Innovationsverbot, das die Religionsausübung der vier 1568 im Edikt von Torda anerkannten (=rezipierten) Religionsgemeinschaften (Katholiken, Lutheraner, Reformierte und Unitarier) einer ersten Einschränkung unterworfen hatte, nicht legal gewesen wären. Der Vorwurf der Innovation hatte bereits bei der Inhaftierung Franz Davids 1579 eine entscheidende Rolle gespielt, als der von David vertretene Nonadorantismus auf Initiative von Hunyadi und Biandrata als illegitime religiöse Innovation des Unitarismus gewertet wurde. Hinter dem Disput stand letztlich ein Konflikt zwischen den beiden theologischen Erbschaften des siebenbürgischen Unitarismus, der sozianinischen (vor allem in Klausenburg und dort in der deutschsprachigen Gemeinde vertreten) und der nonadorantistischen Linie. In den Konflikt wurden auch die polnischen Unitarier eingebunden, Martin Ruar forderte zum Beispiel Ravius zu stärkerer Zurückhaltung auf Ravius brachte seinen Einwände schließlich vor den (calvinistischen) Fürsten Georg I. Rákóczi, womit der inner-kirchliche Konflikt auf die (politische) Ebene von Fürstenhaus und Landtag gehoben wurde.
Der innerkirchliche Disput traf so auf die machtpolitische Überlegungen Rákóczis, der den Machtanspruch seines in Konstantinopel lebenden Gegenspielers Moses Székely des Jüngeren fürchtete. Székelys Vater, Moses Székely der Ältere, hatte bereits 1603 für kurze Zeit (auch unterstützt durch Teile des unitarischen und sabbatarischen Adels im Szeklerland) die Macht im Fürstentum übernommen. Rákóczi sah die Unitarier und besonders die im Szeklerland verbreiteten Sabbatarier nun als mögliche Unterstützer Székelys. Seine Befürchtungen wurden 1636 durch Berichte genährt, eine Rückkehr Székelys stünde unmittelbar bevor. Der von Ravius vorgebrachte Einwand konnte so zum Vorwand genommen werden, um einerseits den Unitarismus zu schwächen und andererseits den Sabbatarismus als religiöse Bewegung auszulöschen. Rákóczis Beweggründe hatten somit sowohl politische als auch religiös-konfessionelle Hintergründe. Der Sabbatarismus hatte sich aus dem (nonadorantistischen) Unitarismus Siebenbürgens entwickelt, entsprechend waren noch viele Sabbatarier Teil unitarischer Gemeinden, die seit dem Edikt von Torda 1568 zu den staatlich anerkannten (rezipierten) Kirchengemeinschaften zählten. Die Unitarier boten den Sabbatariern somit einen gewissen (rechtlichen) Schutzstatus. Doch bereits 1635 hatte ein in Gyulafehérvár (dt. Weißenburg) zusammengekommener Landtag Beschlüsse gegen die Sabbatarier erlassen und einen Termin für ihre Bekehrung festgesetzt. Um nun formell im Konflikt entscheiden zu können, bat Rákóczi Beke im Jahr 1637 um Formulierung eines unitarischen Glaubensbekenntnisses, das auf dem im April des Folgejahres zusammentretenden Landtag beraten werden sollte. Eine am 29. Juli 1637 in Torda zusammengetretene Synode der Unitarischen Kirche unterbreitete dem Landtag daraufhin die von György Enyedi verfasste Schrift Explicationes. Enyedi hatte im 16. Jahrhundert zwischen der sozinianischen/adorantistischen und nonadorantistischen Linie innerhalb der unitarische Kirche zu vermitteln gesucht.

## Beschluss und Umsetzung
Am 23. April 1838 traten die Stände des Landtages schließlich zusammen und wählten eine gemeinsame Kommission, die als Gerichtshof fungieren und in die jede anerkannte (rezipierte) Kirchengemeinschaft 17 Mitglieder entsenden sollte (die nach dem Edikt von Torda anerkannten Konfessionen waren Reformierte, Lutheraner, Katholiken und Unitarier). Die Beratungen fanden vom 1. bis 7. Juli 1638 statt und endeten mit der Beschlussfassung der Complanatio Deesiana. Im Ergebnis musste die unitarische Kirche das 1579 von Demeter Hunyadi erarbeitete (und damals gegen die Nonadorantisten gerichtete) Glaubensbekenntnis, den Consensus Ministrorum, als verbindliches Glaubensbekenntnis annehmen, der Consensus Ministrorum wurde formell als Einführung in den Text der Complanatio aufgenommen. Das Bekenntnis von Enyedi wurde also verworfen. Die Complanatio verpflichtete die unitarische Kirche zur Anerkennung der Göttlichkeit Jesu, der Kindertaufe und zum Ausschluss nonadorantischer und judaisierender Unitarier. Auch sollte in Zukunft allein die Taufformel Im Namen des Vater, des Sohnes und des Heiligen Geistes verwendet werden. Theologische Fragen sollten in Zukunft durch Fürst und Landtag entschieden werden. Unitarische Literatur wurde der Zensur unterworfen, hierfür wurde eigenes eine fürstliche Imprimatur geschaffen. Matthias Ravius wurde nach Beschluss der Complanatio wieder in sein Amt eingeführt.
Der Inhalt der Complanatio berührte somit unmittelbar das unitarische Selbstverständnis der Kirche. Mit der Anerkennung der Göttlichkeit Jesu sollte die Kirche auf eine Form des antitrinitarischen Subordinatianismus zurückgeworfen werden. Die bis dahin gelebte theologische Vielfalt wurde (zumindest formell) mit der Einführung eines einheitlichen und verbindlichen Katechismus aufgehoben. Die nonadorantischen und täuferischen Positionen der Kirche wurden unsichtbar gemacht. Die Bekenntnistaufe wurde verworfen. Die Kindertaufe war entsprechend nun kein Adiaphoron mehr, sondern eine verpflichtende Handlung. Theologische Fragen wurden zu politischen, die vom Landtag behandelt werden sollten. Demnach war es auch folgerichtig, dass die Maßnahmen der Complanatio unter Umgehung einer weiteren Synode der unitarischen Kirche eingeführt wurden. Die Complanatio stärkte die calvinistische Hegemonie in Siebenbürgen und führte die unitarische Kirche in eine Krise. Einige der Folgen waren die Auflösung der Gemeinden in der Region um Deesch (also im Komitat Belső-Szolnok im nördlichen Siebenbürgen), der Übertritt zahlreicher unitarischer und sabbatarischer Gemeinden im Szeklerland zur reformierten Kirche, die Vernichtung unitarischer und vor allem sabbatarischer Bücher und der Zusammenbruch des unitarischen Buchdrucks. Die Kirche war geschwächt, könnte sich aber halten. Auch fanden sich noch immer nonadorantistische Positionen in der Kirche, wenngleich diese nicht mehr offen in Erscheinung treten könnten. So fanden in den Gemeinden im Laufe des 17. Jahrhunderts noch immer die Katechismen des Nonadorantisten János Várfalvi Kósa Anwendung.
Wesentlich einschneidendere Folgen hatte die Complanatio für die Sabbatarier. Sie standen nun nicht mehr unter dem Schutz der (staatlich anerkannten) Kirchengemeinschaft der Unitarier. Zwischen dem 8. und 16. Juli 1638 wurden zahlreiche Prozesse gegen solche Sabbatarier geführt, die sich nicht bereits bis Weihnachten 1636 bekehrt hatten. Zahlreiche Sabbatarier befanden sich in Haft. In einem Fall wurde auch eine Todesstrafe ausgesprochen. Sie betraf Johann Toroczkai, den Sohn des früheren Leiters der siebenbürgener Unitarier Máté Toroczkai. Johann (ung. János) Toroczkai wurde am 17. Juli 1638 zu Tode gesteinigt. Den Inhaftierten wurde noch eine Frist zur Konversation bis zum 1. November 1638 eingeräumt, ansonsten drohte ihnen der Verlust von Kopf und Habe. Unter den Gefangenen befand sich auch der führende Vertreter der Sabbatarier und Diplomat Simon Péchi. Péchi wurde auf der Festung Kövár festgehalten, auch ihm drohten Vermögensverlust und Todesstrafe. Sein Hofpfarrer Michael Szentmiklósi wurde in Fogaras, der Obernotar des Széklerstuhls in Székelyudvarhely (dt. Oderhellen) Franz Orbán, ein Schwager Andreas Eössis, in der Festung Szamosújvár (dt. Neuschloss oder Armenierstadt) festgesetzt. Der Magnat Franz Maróti, der in die Machtübernahme von Moses Székely 1603 involviert gewesen war, entzog sich der Inhaftierung durch Flucht. Wie die Mehrzahl der Sabbatarier wechselte auch Péchi schließlich in die Reformierte Kirche, die Konfession des regierenden Fürsten Rákóczi. Sein formeller Übertritt und seine Wiedertaufe sollen im Februar 1639 vollzogen worden sein, im Mai des gleichen Jahres wurde er formell begnadigt.
Anzumerken ist, dass im gleichen Jahr der Beschlussfassung der Complanatio Deesiana auch die Rakauer Akademie der polnisch-litauischen Schwesterkirche geschlossen wurde.